# Eliezer Hirszauge
Eliezer Hirszauge (jid. אליעזר הירשאַוגע), pseud. A. Góral, (hebr. א. גורל, ur. 1 kwietnia 1911 w Warszawie, zm. 8 maja 1954 w Tel Awiwie) – polski i żydowski działacz anarchistyczny, wydawca książek i prasy, publicysta, autor szkiców z historii ruchu anarchistycznego w przedwojennej Polsce.
Był ważną postacią dla ruchu anarchistycznego rozwijającego się pośród Żydów Warszawy lat 30. Położył podwaliny pod działalność anarchistyczną w państwie Izrael. Był wydawcą broszur społeczno-politycznych i jedynego w historii pisma anarchistycznego wychodzącego wyłącznie w języku hebrajskim. Publikował w prasie anarchistycznej na całym świecie. Mimo to pozostaje dziś postacią niemal całkowicie zapomnianą.

## Życiorys
Urodził się w religijnej, wielodzietnej rodzinie warszawskich Żydów. W wieku pięciu lat został posłany do chederu, następnie do jesziwy, gdzie do 16 roku życia kontynuował naukę. Po ukończeniu jesziwy uczył się wbrew woli rodziców zecerstwa; rodzice pragnęli, by zajął się handlem, nie zaś rzemiosłem, zajęciem nieodpowiednim dla osoby z chasydzkiej rodziny. Podjął w tym czasie intensywne prace nad samoedukacją, zainteresował się polityką, a z czasem związał się z ruchem anarchistycznym.
W drugiej połowie lat 30. propagował idee anarchistyczne wśród warszawskiej młodzieży chasydzkiej, a jego dom stał się dla tej młodzieży centrum spotkań i dyskusji. W Warszawie też działał w środowisku anarchistycznym i wydawał publikacje z zakresu lewicowej myśli społecznej (wydał m.in. Gide'a Powrót z ZSRR, jego Poprawki do mojego Powrotu z ZSRR, czy broszurę poświęconą Godwinowi w stulecie jego śmierci). Swoje artykuły publikował w prasie w Polsce, Niemczech, Anglii, Francji, USA i Japonii. Lata 1939–1945 spędził w ZSRR, dokąd trafił wraz z potokiem żydowskich uchodźców z Polski, skazany z żoną na roboty przymusowe. Po latach miał wspominać ten czas jako „siedem kręgów piekła”.

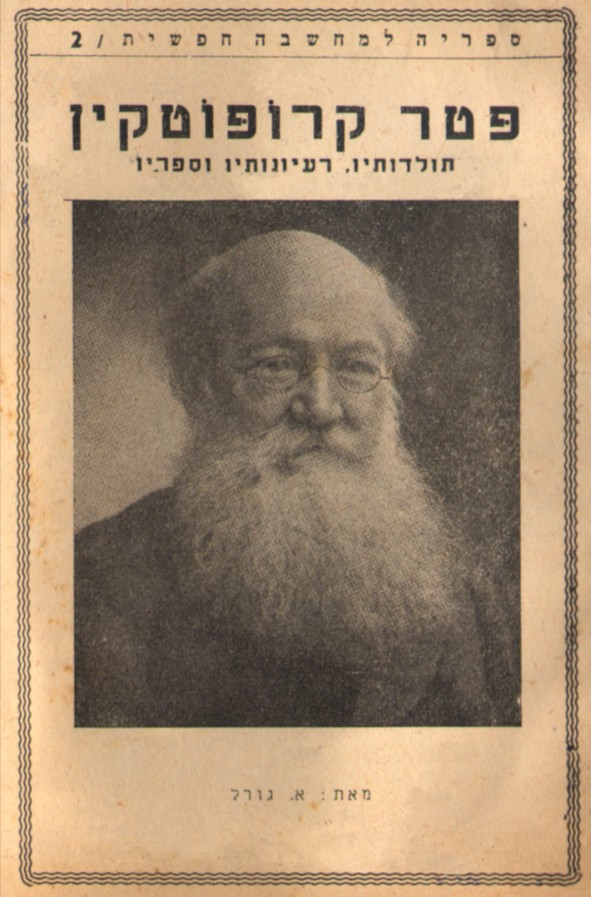
Drugi tomik w serii „Biblioteka Wolnej Myśli” – Piotr Kropotkin. Jego dzieje, idee i książki

W 1947 roku wyemigrował do Izraela gdzie był animatorem ruchu anarchistycznego, rodzącego się pośród ocalałych z Holokaustu europejskich Żydów. Od końca lat 40. regularnie publikował w najważniejszym jidyszowym piśmie anarchistycznym, nowojorskim „Fraje Arbeter Sztyme” oraz w paryskim „Der Frajer Gedank”. W 1950 roku w Tel Awiwie rozpoczął wydawanie własnym nakładem serii broszur z zakresu anarchizmu pod wspólnym tytułem „Biblioteka Wolnej Myśli”. W ramach serii ukazały się jednak jedynie dwie publikacje: Josepha Cohena wydane w jidysz Korzenie wiary i wydana po hebrajsku własna praca Hirszaugego, opublikowana pod pseudonimem A. Góral, poświęcona Kropotkinowi w trzydziestolecie jego śmierci.
Był założycielem pierwszego w Tel Awiwie kółka anarchistycznego i wydawcą redagowanej przez siebie – znowu pod pseudonimem A. Góral – anarchistycznej gazety „De'ot” („Opinie”), której jedyne dwa numery wyszły, odpowiednio, w styczniu i grudniu 1952 roku. Na łamach „Opinii” drukował artykuły Rudolfa Rockera, Alberta Einsteina, George'a Woodcocka, Izaaka Nachmana Steinberga, publicystykę społeczno-polityczną, jak i teksty z historii anarchizmu. Jak podaje Mosze Gonczarok, historyk żydowskiego ruchu anarchistycznego, „De'ot” był pierwszym i dotąd jedynym pismem anarchistycznym wychodzącym wyłącznie po hebrajsku. W 1953 roku ukazała się książka, zbiór szkiców, Hirszaugego Realizacja marzenia. Ruch anarchistyczny w Polsce – wspomnienia i komentarze – reminiscencja młodzieńczych zmagań, konspiracyjnej pracy politycznej w przedwojennej Warszawie. Tych dwadzieścia kilka szkiców, stanowi dziś ważny przyczynek do dziejów anarchizmu w Polsce, szczególnie wobec niedostatku innych publikacji i wspomnień.
W dziesiątą rocznicę jego śmierci ukazało się wznowienie książki, opatrzone wspominkami żony.
Hirszauge przyjaźnił się ze znanym działaczem anarchistycznym i jidyszystą Izaakiem Steinbergiem i z pisarzem, eseistą, psychologiem Izraelem Rubinem, sympatykiem idei anarchosyjonizmu. Niewyjaśniona pozostaje kwestia znajomości Hirszaugego z innym prominentnym działaczem Abbą Gordinem, który równie mocno, choć w nieco późniejszym okresie, wpłynął na rozwój ruchu anarchistycznego w Izraelu. Nieznane są przekazy świadczące o tym, że Hirszauge i Gordin utrzymywali ze sobą jakiekolwiek kontakty, bez wątpienia jednak musieli o sobie słyszeć. W pierwszym numerze wydawanego przez Gordina czasopisma „Problemen/Problemot” ukazał się anonimowy artykuł pamięci Eliezera Hirszaugego w piątą rocznicę jego śmierci.
Był żonaty z Diną Huzarską-Hirszauge, aktywistką i organizatorką biblioteki anarchistycznej w Tel Awiwie. Zmarł na atak serca w wieku 43 lat. Osierocił dwoje dzieci.

## Poglądy i wpływ
Z ideami anarchosyndykalizmu sympatyzował przez całe dorosłe życie – od czasu pierwszych świadomych wyborów politycznych, wciąż jeszcze zabarwionych młodzieńczą fascynacją, aż po przepełniony pracą aktywisty schyłek swojego życia. Publikował w jidyszowej prasie anarchosyndykalistycznej za granicą, tendencje syndykalistyczne widoczne są w redagowanych przezeń „Opiniach”.
Fałszywą wydaje się być opinia Mosze Gonczaroka jakoby Hirszauge był syjonistą. Brak jest przekazów potwierdzających, by on sam się tak określał i niejednokrotnie na temat tej idei spierał się z anarchosyjonistą Rubinem. Choć publikował również po hebrajsku, nigdy jednak nie odrzucił języka jidysz i w nim też spisał swoje wspomnienia.
Mimo ogromnego wpływu na kształtowanie się ruchu anarchistycznego w Izraelu i choć jest autorem jedynej monografii ruchu anarchistycznego w międzywojennej Polsce, Hirszauge jest dziś postacią zupełnie zapomnianą. Nawet wśród najstarszych członków Związku Pisarzy i Dziennikarzy Izraela piszących w jidysz jego nazwisko jest niemal nieznane. Jego wspomnienia są niedostępne w polskich bibliotekach, wciąż też żadna z jego prac nie została przetłumaczona na język polski.